# Nieuwkoop

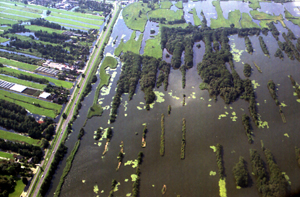
Nieuwkoopse Plassen

Nieuwkoop  là một đô thị ở phía tây Hà Lan, trong tỉnh Zuid-Holland. Đô thị này đã được mở rộng vào ngày 1 tháng 1 năm 2007 thông qua việc hợp nhất Liemeer và Ter Aar.
Trước năm 2007, đô thị này có diện tích 38,50 km² (14,86 mile²) trong đó 8,69 km² (3,36 mile²) là diện tích mặt nước. Dân số năm 2004 là 11.092 người.
Đô thị Nieuwkoop gồm các cộng đồng sau:
- Aardam
- Korteraar
- Langeraar
- Nieuwkoop
- Nieuwveen
- Noordeinde
- Noorden
- Noordsedorp
- Papeveer
- Ter Aar
- Vrouwenakker
- Woerdense Verlaat
- Zevenhoven